# اریک جپرسن
اریک جپرسن (انگلیسی: Eric Jespersen؛ زادهٔ ۱۸ اکتبر ۱۹۶۱) ورزشکار اهل کانادا است.
وی در مسابقات کشوری و بین‌المللی در مجموع برندهٔ ۱ مدال برنز شده‌است.